# Ali Shahhosseini
Ali Shahhosseini (* 17. Februar 1982 in Teheran; persisch علی شاه حسینی) ist ein iranischer Badmintonspieler.

## Karriere
Ali Shahhosseini gewann 1999 die Ten Days of Dawn und 2001 die Cyprus International. 2002 war er erneut bei den Ten Days of Dawn und auch bei den Bahrain International erfolgreich. Nach mehreren Jahren ohne großen internationalen Erfolg fuhr er ab 2007 wieder vermehrt bedeutende Turniersiege ein, so unter anderem bei den Bahrain International, Iran Fajr International, Syria International, Uganda International und Kenya International.

## Sportliche Erfolge
| Saison | Veranstaltung                   | Disziplin    | Platz | Name                                        |
| ------ | ------------------------------- | ------------ | ----- | ------------------------------------------- |
| 1999   | Ten Days of Dawn                | Herrendoppel | 1     | Ali Shahhosseini / Afshin Bozorgzadeh       |
| 2001   | Cyprus International            | Herrendoppel | 1     | Afshin Bozorgzadeh / Ali Shahhosseini       |
| 2002   | Bahrain International           | Herrendoppel | 1     | Afshin Bozorgzadeh / Ali Shahhosseini       |
| 2002   | Bahrain International           | Herreneinzel | 1     | Ali Shahhosseini                            |
| 2002   | Ten Days of Dawn                | Herrendoppel | 1     | Ali Shahhosseini / Farhad Solaimani         |
| 2002   | West Asian Games Iran Satellite | Herrendoppel | 1     | Golam Reza Bagheri / Ali Shahhosseini       |
| 2007   | Iran Fajr International         | Herrendoppel | 1     | Ali Shahhosseini / Nikzad Shiri             |
| 2008   | Syria International             | Herrendoppel | 1     | Mohammadreza Kheradmandi / Ali Shahhosseini |
| 2009   | Iran Fajr International         | Herrendoppel | 1     | Mohammadreza Kheradmandi / Ali Shahhosseini |
| 2009   | Bahrain International           | Herreneinzel | 1     | Ali Shahhosseini                            |
| 2009   | Kenya International             | Herreneinzel | 1     | Ali Shahhosseini                            |
| 2009   | Uganda International            | Herreneinzel | 1     | Ali Shahosseini                             |
| 2009   | Uganda International            | Herrendoppel | 1     | Shaban Nkutu / Ali Shahosseini              |
| 2011   | Namibia International           | Herreneinzel | 1     | Ali Shahhosseini                            |
| 2011   | Ethiopia International          | Herreneinzel | 1     | Ali Shahhosseini                            |
| 2011   | Zimbabwe International          | Herreneinzel | 1     | Ali Shahhosseini                            |